# Fadma Abi
Pour les articles homonymes, voir Abi.
Fadma Abi, morte le 2 octobre 2020 est une chirurgienne et professeure marocaine. Elle est considérée comme la première femme marocaine à pratiquer la chirurgie, une discipline qui était traditionnellement réservée aux hommes au Maroc.

## Biographie
Fadma était originaire de la petite ville de Khénifra, dans le centre du Maroc. Elle a vécu à Midelt pendant un certain temps avant de déménager à Meknès afin de poursuivre ses études primaires à Lalla Amina.

### Carrière
Peu après avoir terminé ses études secondaires au Maroc, Fadma s'installe en France pour y faire ses études supérieures. En juillet 1981, elle obtient un diplôme d'anatomie générale et d'organogénèse à l'Université de Montpellier. Elle se spécialise et obtient également un diplôme dans le domaine de la chirurgie générale. En 1982, elle devient ainsi la première chirurgienne du Maroc.
En juin 1989, elle obtient également un certificat d'études en échographie de l'Université de Paris.
Elle fut présidente du 22e congrès de l'Association marocaine de chirurgie en 2018, puis préside la Mediterranean and Middle Eastern Endoscopic Surgery Association (MMESA) en 2019.

## Décès
Elle meurt à la suite de complications engendrées par le coronavirus le 2 octobre 2020.